# 운서

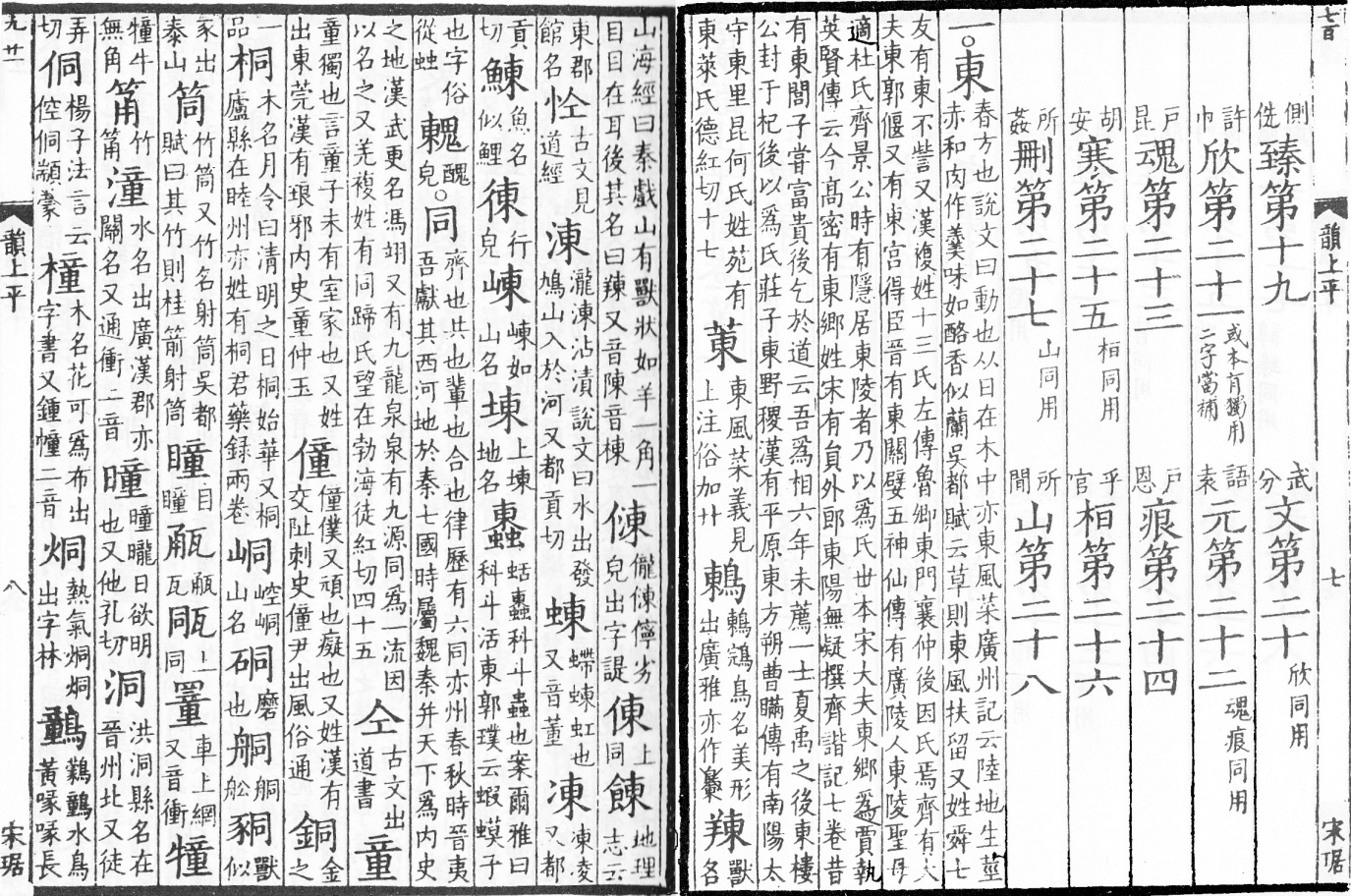
동운(東韻)으로 시작하는 《광운》(廣韻) 본문의 첫 장.

운서(韻書)는 한자의 운(韻)을 분류하여 규칙에 맞추어 열거한 서적을 통틀어서 이르는 말이다.

## 개념
중국어의 음절은 크게 성모(聲母), 운모(韻母), 성조의 세 부분으로 나뉘고, 운모는 다시 운두(韻頭), 운복(韻腹), 운미(韻尾)의 세 부분으로 나뉜다. 성모는 한국어의 초성, 운두는 반모음, 운복은 반모음을 제외한 중성, 운미는 종성에 해당한다. 이때 어떤 한자에 대하여 성모를 제외한 나머지 부분, 즉 그 한자의 운모와 성조에 해당하는 부분을 운(韻)이라고 한다. 이를 다시 평성, 상성, 거성, 입성의 네 가지 성조에 따라 나누고, 성모와 운모의 유사성에 따라 분류한 것도 운이라고 한다. 분류로서의 운을 집합적으로 지칭할 때 운류(韻類)라고 하며, 각 운류를 대표하는 글자를 선정하여 운의 이름으로 삼았는데 이를 운목(韻目)이라고 한다. 운복과 운미가 유사한 운은 서로 묶어 운섭(韻攝)이라고 하였고, 운목이 다른 운류를 운섭으로 모을 수 있었다.
한시를 쓸 때에는 특정한 위치에 운이 같은 한자를 쓰는 것이 중요한데, 이를 압운이라고 하고, 운이 같은 한자를 운자(韻字)라고 한다. 이처럼 시와 부(賦)를 지을 때 압운을 쉽고 편리하게 할 수 있도록, 한자를 운에 따라 일정한 순서로 배열한 일종의 사전을 운서라고 한다. 그뿐 아니라, 중국에 통일 왕조가 들어선 이후, 통치와 지역 간 교류를 원활히 하기 위해서는 방언 차이가 심한 중국어의 한자음을 통일하여 규범적인 한자음을 제시할 필요가 있었기 때문에, 이와 같은 이유로도 운서가 편찬되었다. 운서는 과거에서 중요하게 쓰였다.
중국의 운서는 전통적으로 반절을 이용하여 한자의 음가를 표시하였으며, 한국에서는 반절 대신 표음문자인 한글로 음가를 표시한 운서도 편찬되었다. 또 중국의 운서는 《절운》 이래로 성조, 운모, 성모 순으로 운을 분류하는 것이 일반적이었으며, 한국의 운서는 중국의 한자음만 기록된 《동국정운》, 《홍무정운역훈》, 《사성통해》를 제외하면 본문을 3단으로 나누어 평성, 상성, 거성에 해당하는 한자를 한꺼번에 나타내는 것이 일반적이었다.

## 중국의 운서

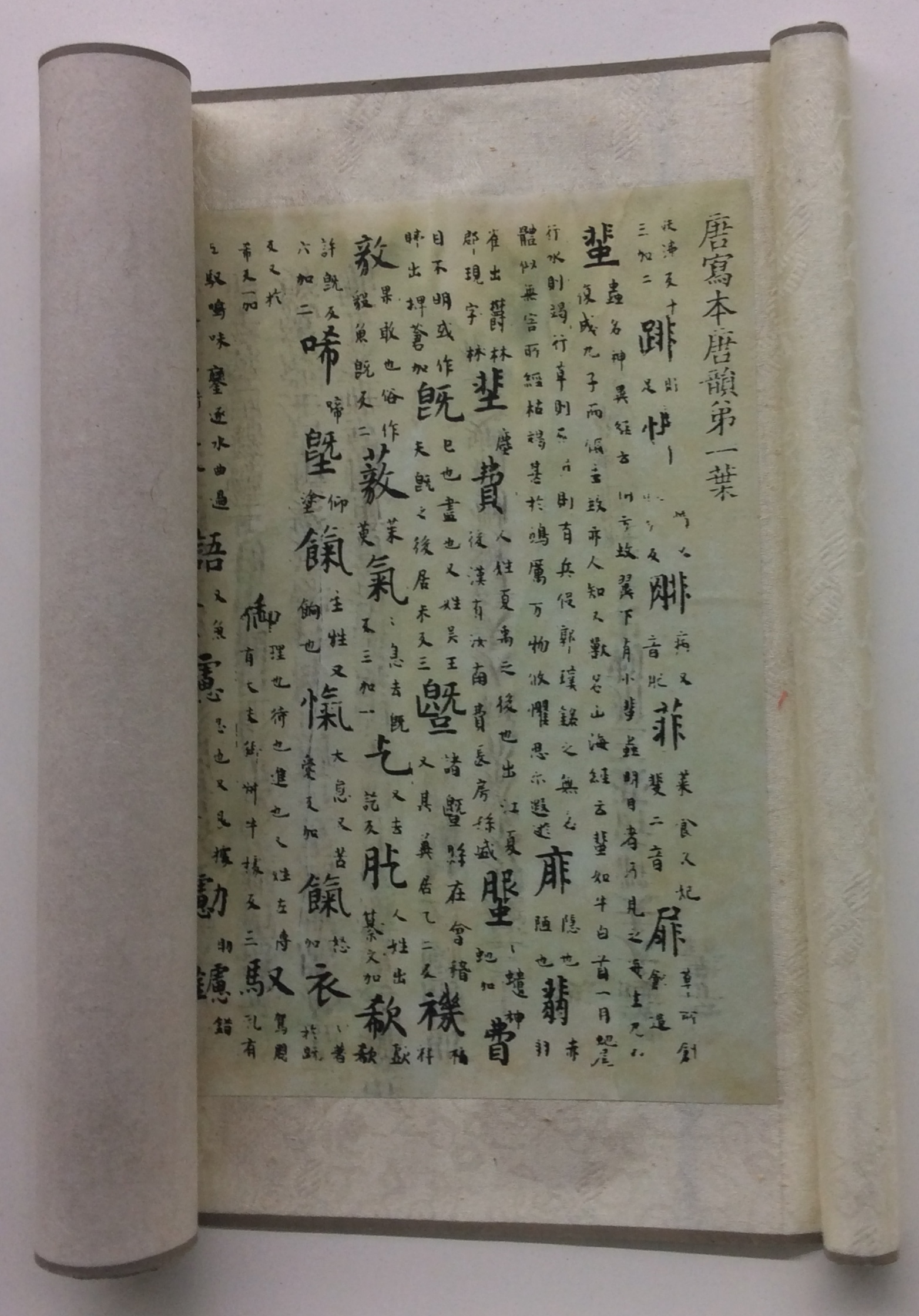
일부분만 전해지는 《절운》(切韻)의 한 조각.

중국에서 가장 오래된 운서는 삼국 시대 위나라의 이등(李登)이 편찬한 《성류》(聲類)인데, 사성을 구별하지 않은 원시적인 형태의 운서였다. 위진남북조 시대에 이르러 양나라의 심약 등이 중국어에 사성이 있다는 것을 발견하였고, 오언고시나 칠언시, 사부(辭賦) 등 성율(聲律)을 중요시한 시가가 발전하고 유행하였다. 이를 배경으로 남북조 시대에 많은 운서가 나왔으나, 현재 전해지는 가장 오래된 운서는 수나라의 육법언(陸法言)이 601년에 지은 《절운》(切韻)이다. 《절운》은 공시적인 방언 차이와 통시적인 음운 변화를 모두 고려하여 표준으로 삼기 위한 규범음을 인위적으로 설정한 운서로, 이러한 태도는 나중에 지어지는 운서에도 큰 영향을 끼쳤다. 《절운》은 수나라가 멸망하고 당나라에 와서도 과거 시험의 표준으로 여겨지고 끊임없이 개정되는 등 운서의 대명사로 불릴 만큼 큰 인기를 끌었으며, 천보 연간에 손면(孫愐)이 《당운》(唐韻)을 지었지만 이 역시 《절운》을 보강한 책이었다.
북송 대중상부 원년(1008년)에 《절운》과 《당운》을 합하고 고친 《광운》(廣韻)이 편찬되었는데, 여기에는 약 26,000자가 실려 《절운》보다 14,000여 자가, 《당운》보다 10,000여 자가 더 많았다. 《광운》은 한자를 모두 206운으로 나누어, 193운인 《절운》보다 많았지만, 두 운서의 음운 체계는 같았다. 이어 1039년에는 정도(丁度) 등이 《광운》을 개정하여 4만 여자가 실린 《집운》(集韻)을 완성하였고, 2년 전인 1037년에는 편찬 중이던 《집운》을 간단히 한 《예부운략》이 출간되었다. 그러나 《절운》부터 《예부운략》까지의 운서들은 《절운》의 음운 체계를 기반으로 하였기 때문에, 현실 한자음과의 괴리가 컸다.
1200년대에 들어 현실 한자음을 반영한 운서를 편찬하려는 노력이 이어졌고, 《예부운략》을 기초로 금나라의 왕문욱(王文郁)이 정대 6년(1229년)에 《신간운략》(新刊韻略)을, 남송의 유연(劉淵)이 순우 12년(1252년)에 《임자신간예부운략》(壬子新刊禮部韻略)을 지었다. 운을 206운으로 정리한 《예부운략》을 《신간운략》은 106가지로 줄였는데 이를 평수운(平水韻)이라고 한다. 평수운은 원나라와 명나라를 거치면서 현실 한자음과 점차 멀어졌지만, 오늘날에도 한시를 짓는 표준으로 쓰인다.
이후 원나라가 들어서면서 중국 한자음의 중심지가 원나라가 있던 중국 북방 지방이 되자, 그곳에서 사용하는 한자음인 북방음(北方音)을 반영하여 1292년에 황공소(黃公紹)가 《고금운회》를, 1297년에 웅충(熊忠)이 이를 간략하게 만든 《고금운회거요》를 지었다. 태정 원년(1324년)에는 주덕청(周德淸)이 《중원음운》을 편찬하였는데, 전탁 성모가 무성음화되고 입성이 소실되는 등 당대의 음운론적 변화가 반영됨으로써 이전의 운서보다 현대 표준 중국어의 음운 체계에 더 가까워졌다. 명나라 건국 이후에는 홍무제의 명으로 《홍무정운》(洪武正韻)이 편찬되었는데, 성모는 남방음, 운모는 북방음을 혼합한 규범음을 제시하였다. 명나라의 현실 한자음을 반영한 운서로는 주권(朱權)이 지은 《경림아운》(瓊林雅韻)과 난무(蘭茂)가 지은 《운략이통》(韻略易通) 등이 있다.

## 한국의 운서

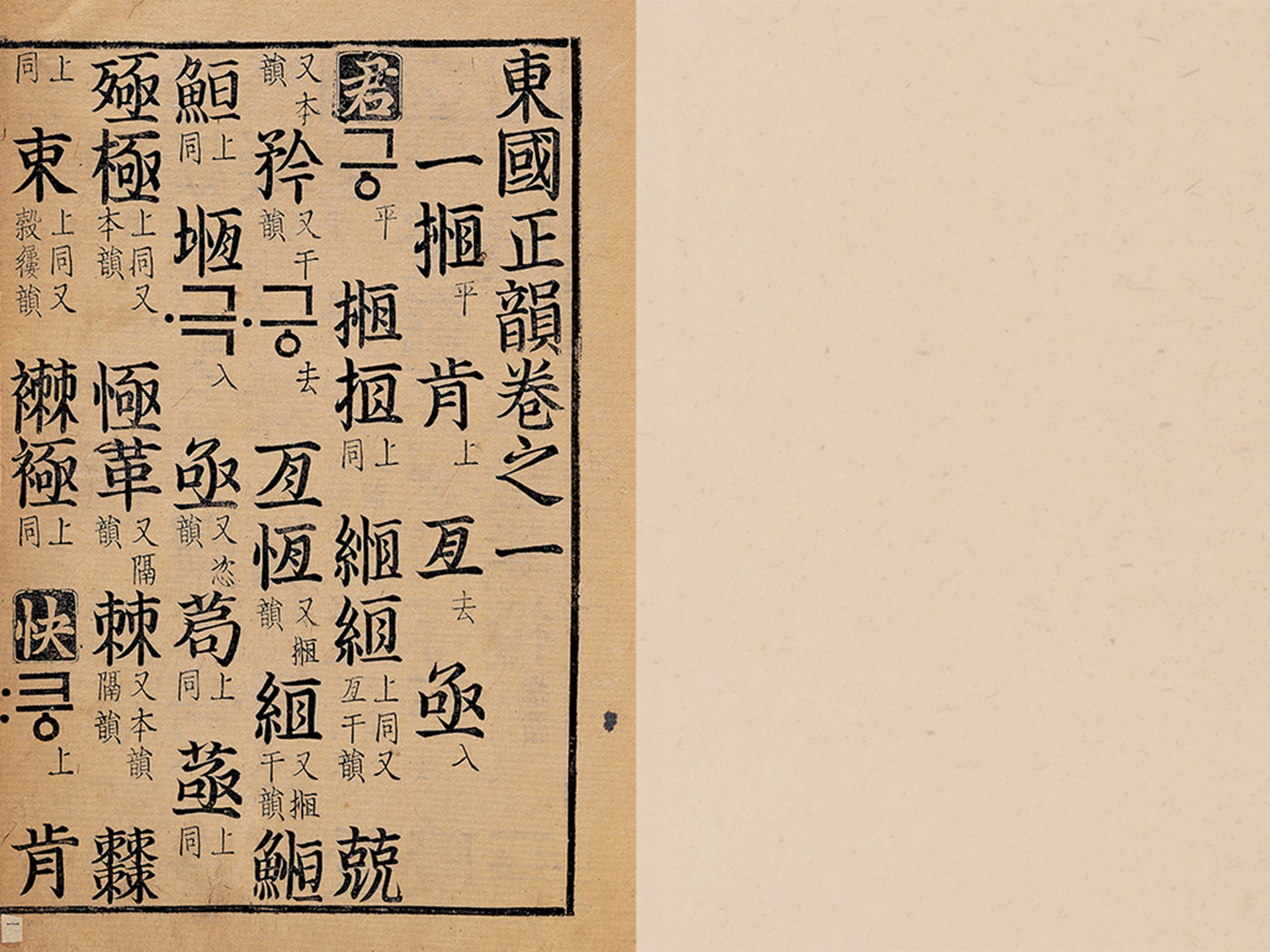
《동국정운》 본문의 첫 장.

이규경은 《오주연문장전산고》에서 조선 시대 초기까지만 해도 고려의 운서가 쓰였다고 밝히면서, 중국과 교류하던 삼국 시대에 운서가 처음으로 들어왔고 고려 시대에 과거 시험을 준비하는 이들이 《절운》을 널리 읽었으리라 추정하였다. 실제로 고려 시대에는 《예부운략》이 전래되어 있었고, 세종이 훈민정음 창제와 함께 《고금운회거요》에 한글로 주석을 달도록 명한 점으로 보아 그 중요성을 생각하면 이 역시 오래 전에 전래되었던 것으로 여겨진다. 《집운》과 함께 편찬된 한자사전인 《유편》(類篇)이 고려 말에 읽혔다는 기록도 있으며, 운서의 성격을 띤 자전인 《용감수경》도 고려 시대에 복각판이 읽혔다. 한편, 《통지》 중 문자론을 다룬 《육서》(六書)에 실린 〈육서서〉(序)와 〈수문총론〉(殊文總論)에 있는 구절이 각각 동국정운 서문과 훈민정음 서문에도 비슷하게 적힌 점과, 《고려사》의 기록을 참고할 때, 중국의 《통지》와 《옥해》(玉海)도 고려 시대에 전래되어 있었을 것으로 추정된다.
이처럼 처음에는 중국의 운서가 수입되어 읽히다가, 점차 한국에서 편찬한 운서가 읽히게 되었는데 그 최초는 《삼운통고》(三韻通考)이다. 편찬자와 시기가 알려지지 않아 이수광은 일본의 운서로, 이익은 세종 때 만들어져 일본에 전래되었다가 역수입한 것으로, 이덕무는 세종 때 만들어진 것으로 추측하였고, 대한민국의 연구자들은 한자음의 한글 표기가 없다는 점을 들어 늦게는 훈민정음 창제 이전으로, 이르게는 고려 말기로 편찬 시기를 추정한다. 고려 시대에 쓰였던 중국의 《절운》 계통의 운서들이 성조마다 권을 달리한 것과 달리, 《삼운통고》는 본문을 3단으로 나누어 평성, 상성, 거성에 해당하는 한자를 한꺼번에 볼 수 있게 하였고, 입성만 책의 맨 뒤에 모아 두었다. 《예부운략》의 운목을 그대로 사용하면서도 체재(體裁)를 편리하게 하였기 때문에, 크게 인기를 끌었다.
조선 초기에는 동음(東音)을 표기한 《동국정운》과 화음(華音)을 표기한 《홍무정운역훈》, 《사성통고》(四聲通攷), 《사성통해》가 편찬되었다. 훈민정음 창제 이후 세종 대에 편찬된 《동국정운》은 명나라의 《홍무정운》과 마찬가지로 표준이 되는 규범적 한자음을 제시하여 속음을 교정하고자 하는 목적에서 지어졌으며, 《고금운회거요》의 한자음을 바탕으로 한자를 모두 91운으로 나누었다. 그러나 한자의 뜻을 주석으로 달지 않았을 뿐 아니라, 인위적으로 설정한 한자음이 실제 음과 괴리가 커 성종 대에 와서는 무용지물해졌다는 한계를 보였다. 단종 3년(1455년)에는 외국어로서의 중국어의 표준 한자음을 제시하고자, 《홍무정운》에 기존의 반절 표기 대신 훈민정음으로 음과 주석을 단 《홍무정운역훈》이 완성되었다. 그러나 운의 배열 순서가 《고금운회거요》, 《중원음운》, 《동국정운》과 다르며 주석이 지나치게 많다는 불편함이 있었고, 이를 개선하고자 《홍무정운역훈》의 주석을 모두 제거한 《사성통고》가 편찬되었으나 이번에는 주석이 아예 없다는 점이 문제가 되었다. 이에 중종 12년(1517년)에 최세진이 《사성통고》에 《고금운회거요》의 주석을 간단히 요약해 달고, 15-16세기의 한자음을 정음, 속음, 금속음의 세 가지로 분류하여 기록한 《사성통해》를 편찬하였다. 한편, 《용비어천가》의 반절 표기가 대부분 《고금운회거요》, 《홍무정운》, 《예부운략》, 《용감수경》 등과 비슷한 점을 볼 때, 《용비어천가》가 편찬된 조선 초기에는 이러한 운서들도 여전히 널리 쓰였을 것이다.
조선 후기에는 동음과 화음을 모두 표기한 《화동정음통석운고》(華東正音通釋韻考), 《삼운성휘》(三韻聲彙), 《규장전운》이 편찬되었다. 영조 23년(1747년)에 박성원이 편찬한 《화동정음통석운고》는 당시 조선에서 쓰던 현실 한자음을 표기한 점, 동음과 화음을 함께 표기한 점에서 한국 최초였다. 《노걸대》나 《박통사》 등 외국어 학습서가 규범적인 화음과 현실에서 쓰이는 화음을 모두 적은 것으로부터 영향을 받았다고 추측된다. 동음에 없는 화음만의 성모를 표기하기 위하여 ◇과 ㅸ을 사용하였는데, ◇은 ㅱ와 같으며 박성원이 임의로 만든 글자이다. 영조 27년(1751년)에는 홍계희가 《삼운성휘》를 간행하였는데, 동음은 편찬 당시의 현실 한자음을 기준으로 하되 일부는 규범적으로 교정하였으며, 화음은 《사성통해》를 따랐다. 한자는 한글 자모 순서대로 배열되었다. 1796년에는 정조의 명으로 이덕무가 편찬한 《규장전운》이 간행되었다. 본문을 4단으로 나누어 평상거입 사성을 한꺼번에 실었고, 동음과 화음 모두 규범음을 대체로 따랐다. 세 운서는 모두 106운 체계였다.
조선 초기 이래 한국의 운서가 채택한 화음은 《홍무정운》을 계승하였는데, 이는 이상적인 한자음이었으므로 조선의 운서에서 택한 화음은 모두 중국의 현실음과 괴리된 음이었던 셈이다. 또 동음의 경우 조선 초기의 《동국정운》은 규범적인 측면이 강하였으나, 조선 후기의 《화동정음》, 《삼운성휘》, 《규장전운》은 현실에서 쓰이던 한자음을 다소 반영하였다.

## 일본의 운서
가겐 4년(1306년)에 지어진 《취분운략》(聚分韻略)이 있다.

## 참고 문헌
- 강신항 (2000). 《한국의 운서》. 서울: 태학사. ISBN 9788976265418.
- 김무림 (2006). 《홍무정운역훈》. 서울: 신구문화사. ISBN 9788976681287.
- 唐作藩 (2000) [1991]. 《중국 음운학》. 번역 심소희. 서울: 교육과학사. ISBN 9788982873706.
- 정경일 (2002). 《한국운서의 이해》. 서울: 아카넷. ISBN 9788989103851.